# カークウッドの空隙

4つの主要なカークウッドの間隙と、小惑星帯が内縁、中間、外縁の3つに分けられる可能性を示したヒストグラム。

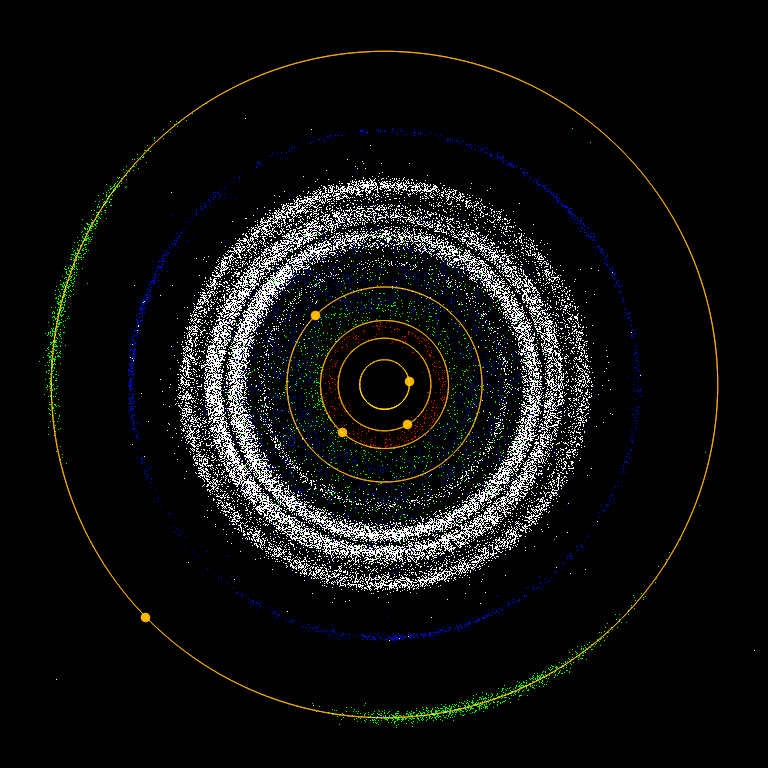
2006年5月9日時点の太陽系の小惑星と惑星を、カークウッドの間隙を露出させる形でプロットした図。惑星はオレンジ色に色付けされており、木星が一番外側に描かれている。小惑星は種類によって色分けされており、メインベルト小惑星は白、内側にあるアテン群は赤、アポロ群は緑、アモール群は青で示されている。メインベルトの外側にはヒルダ群（青）とトロヤ群（緑）がある。全ての天体の位置ベクトルは、天体の軌道長半径の長さで正規化されている。カークウッドの間隙はメインベルトの中の隙間としてはっきり見える。

カークウッドの間隙 (かーくうっどのかんげき、英: Kirkwood gap) またはカークウッドの空隙とは、「メインベルト（小惑星帯）」に位置する小惑星について、その公転軌道の軌道長半径（または公転周期）の分布を図に描いた際、特定の軌道長半径に見られる間隙またはくぼみのこと。これは、特定の軌道長半径を持つ小惑星が存在しない、あるいは極端に少ないことを意味する。例えば、軌道長半径が2.50 天文単位 (au) 、公転周期3.95年の小惑星は非常に少ない。これは「3:1 共鳴」と呼ばれる、木星が1回公転する間に3回公転する軌道と一致している。これ以外の軌道共鳴も、木星の公転周期と簡単な整数比となるものである。この名称は、1866年にこの間隙に初めて気付いたアメリカの天文学者ダニエル・カークウッドの名前に由来している。カークウッドは、1865年から1867年にかけてペンシルバニア州キャノンズバーグにあるジェファーソン大学で教授を務めていた頃にこの現象に気付き、木星との軌道共鳴に拠るものであると正しく理解・説明した。
ニースモデルで想定される巨大惑星の「移動 (英: migration) 」の間に捕獲した天体をそのまま維持している海王星の平均運動共鳴 (英: mean-motion resnance, MMR) や木星の3:2共鳴とは異なり、カークウッドの間隙の多くは小惑星を失った状態である。カークウッドの間隙から天体が失われてしまうのは、平均運動共鳴中に永年共鳴ν5とν6が重なっているためである。その結果、小惑星の軌道要素は無秩序に変化し、数百万年以内に惑星と交差する軌道へと進化する。2:1平均軌道共鳴には共鳴の中に比較的安定な「島」がいくつか存在するが、これらの島はより安定性の低い軌道にゆっくりと拡散することで失われていく。このプロセスは木星と土星が5:2共鳴に近いことと関連しており、木星と土星の軌道が現在より近かった頃にはより急速にプロセスが進んでいた可能性がある。
近年、軌道離心率の大きな公転軌道を持つ小惑星がカークウッドの間隙の中に存在することがわかってきた。例としては、アリンダ群やグリークア群が挙げられる。これらの軌道は、数千万年という時間スケールでゆっくりと軌道離心率を高めていき、やがて惑星との接近によって軌道共鳴から離脱することとなる。このため、カークウッドの間隙に小惑星が見つかることはほとんどない。

## 主な間隙
最も顕著に間隙の見られる軌道長半径
- 1.780 au（5:1 共鳴）
- 2.065 au（4:1 共鳴）
- 2.502 au（3:1 共鳴）アリンダ群の軌道
- 2.825 au（5:2 共鳴）
- 2.958 au（7:3 共鳴）
- 3.279 au（2:1 共鳴） ヘクバの間隙。グリークア群の軌道
- 3.972 au（3:2 共鳴）ヒルダ群の軌道
- 4.296 au（4:3 共鳴）トゥーレ群の軌道

弱い間隙や狭い間隙の見られる軌道長半径
- 1.909 au（9:2 共鳴）
- 2.258 au（7:2 共鳴）
- 2.332 au（10:3 共鳴）
- 2.706 au (8:3 共鳴）
- 3.031 au（9:4 共鳴）
- 3.077 au（11:5 共鳴）
- 3.474 au（11:6 共鳴）
- 3.517 au（5:3 共鳴）
- 3.584 au（7:4 共鳴）キュベレー群の軌道
- 3.702 au（5:3 共鳴）